# Casa (enseigne)
Pour les articles homonymes, voir Casa.
Casa (stylisé « CASA ») est une enseigne belge de magasins de décoration et d’ameublement. Crée en 1975 en Belgique, elle a appartenu au groupe Blokker de 1988 à fin 2016. 
Elle compte en 2012, 523 magasins Casa à travers 8 pays européens : la Belgique (depuis 1975), la France (depuis 1985), l’Espagne (depuis 1993), la Suisse (depuis 2001), l’Italie (depuis 2008), le Portugal, le Luxembourg et l'Autriche (depuis 2012). Depuis 2018, Casa est également implanté aux Pays-Bas. Elle ferme en petit à petit à partir de 2025.
La branche française est placée en liquidation judiciaire le 11 juin 2025 par le tribunal de commerce de Bobigny.

## Histoire
En 1925, Karel Govaert décide d'approcher ses clients d'une façon unique et originale. Il possédait une usine de torréfaction et avait l'habitude d'offrir dans ses paquets de café des bons de valeur « fort » que ses clients pouvaient échanger contre des cadeaux (article de ménage). Distribué avec 22 magasins, le concept plaisait aux clients.
En 1971, une loi belge interdit d’offrir des bons avec des produits alimentaires. Les magasins sont transformés en points de vente d'articles ménagers et de cadeaux. Ainsi est né Casa.
En 1975, le premier magasin Casa du concept actuel ouvre à Ottignies.  
En 1988, la holding Blokker achète le réseau de 36 magasins tous en Belgique.
En 2014, le groupe Casa totalisait 500 boutiques en Europe.
Depuis fin 2016, CASA ne fait plus partie de Blokker Holding.
En novembre 2024, le groupe Casa, dont le siège est basé en Belgique, a demandé à être placé sous le statut de « réorganisation judiciaire ».
En mars 2025, la branche belge se déclare en faillite.
Le 11 juin 2025, la branche française est placée en liquidation judiciaire. Le tribunal de commerce de Bobigny étudie les offres de reprise et donne sa décision définitive le 27 juin 2025 : malgré des offres de reprise, aucune n'est jugée satisfaisante, ce qui entraine la liquidation judiciaire de Casa France avec cessation d'activité pour les 600 salariés concernés.

## Casa dans le monde
| Pays              | Nombre de magasins |
| ----------------- | ------------------ |
| France            | 143                |
| Italie            | 12                 |
| Belgique          | 0                  |
| Espagne           | 0                  |
| Pays-Bas          | 36                 |
| Portugal          | 21                 |
| Suisse            | 18                 |
| Maroc             | 10                 |
| Luxembourg        | 8                  |
| Aruba             | 1                  |
| Autriche          | 0                  |
| Total de magasins | 487                |

### Autriche
Le 20 octobre 2012, ouverture du premier magasin en Autriche par franchise à Vienne au centre commercial Millennium City Einkaufszentrum. Le magasin a depuis été fermé.

### Belgique
En avril 2014, il y a 87 magasins en Belgique en grande majorité situés à Bruxelles, Anvers et les régions du nord du pays.

### Espagne
Le premier magasin espagnol fut ouvert en 1985. Fin 2014, l'enseigne Casa totalisait 69 points de vente dont 9 situés à Madrid, 7 à Barcelone et les autres répartis d'une manière relativement uniforme sur l'ensemble du pays. 

### France
La tête de réseau française est implantée à Charenton-le-Pont, 18, avenue Winston-Churchill. La centrale d'achat et la plateforme logistique est située à Olen en Belgique. 
En 2017, Casa France a réalisé un chiffre d'affaires de 117 millions d'euros et employait 916 salariés.
Fin 2018, Casa totalise 176 magasins en France. En avril 2020, ce nombre a diminué à 169 magasins.
Le 11 juin 2025, le tribunal de commerce de Bobigny annonce la mise en liquidation judiciaire de l’enseigne de magasins d’ameublement, qui emploie près de 700 personnes en France dans 143 magasins. Aucune offre de reprise jugée recevable a été déposée.

### Italie
Le 5 septembre 2008, l'Italie fait partie des nouveaux pays du réseau, l'enseigne belge démarre avec  33 magasins Casa dès ses premières années d'implantation. 
L'expansion de Casa s'intensifia davantage d'année en année notamment à partir de 2013. A fin 2015 Casa totalise 81 boutiques en Italie en grande majorité dans le nord du pays où les trois régions italiennes Vénétie, Lombardie et le Piémont dénombrent à elles seules 12 magasins chacune.

### Luxembourg
Casa totalise 8 points de vente au Luxembourg.

### Maroc
Depuis 2015, Casa ouvre trois points de vente au Maroc, afin d’accélérer son implantation ce dernier s'est allié au groupe marocain Kitea pour doter ses hypermarchés de Casablanca, Rabat et Marrakech de stores Casa, depuis mars 2016 un deuxième point de vente Casa est ouvert à Casablanca pour atteindre quatre boutiques au Maroc. La logistique des magasins Casa marocains est assurée à partir de la Belgique par route via Tanger afin de minimiser les coûts, seule une shortlist de produits best seller réalisés en Europe seront exposés. À terme, Kitea envisage d'équiper l'ensemble de ses hypermarchés, au nombre de 35 à fin 2015, de boutiques Casa. Le choix de commencer par ces trois villes serait sans doute suscité par la préoccupation de Kitea de se protéger face à l'assaut des produits de décoration de Ikea, le groupe suédois s'installant à Casablanca en mars 2016. Le groupe marocain Kitea est implanté dans 7 autres pays africains, on ignore si le partenariat entre ce dernier et le groupe Casa iront jusqu'à inclure ces pays ni si une plateforme logistique Casa serait à terme ouverte au Maroc.

### Pays-Bas
Le premier magasin aux Pays-Bas européens fut ouvert en 2018 avec la reprise d'environ 110 magasins de l'enseigne Xenos.

#### Aruba
Il y a un magasin à Aruba, ouvert en 2008.

### Portugal
Fin 2015, Casa totalise 20 points de vente au Portugal dont la moitié est située dans la métropole de Lisbonne.

### Suisse
31 magasins ont ouvert depuis 2001 après la fin de la licence Top-Tip. Aucun magasin n'est sous franchise : les 31 succursales appartiennent au groupe.
Le magasin historique a ouvert à l'intérieur du Top-Tip du centre commercial Léman Centre. Le dernier magasin ouvert est celui de Chiasso en 2011 dans le canton du Tessin. Le siège social est à Bern dans le Canton de Berne.